# Емец, Иван Юрьевич
Иван Юрьевич Емец (род. 5 июля 1997, Новокузнецк, Кемеровская область) — российский хоккеист, нападающий. Мастер спорта России (2025).

## Биография
Воспитанник новокузнецкого «Металлурга». С сезона 2013/14 стал играть за команду МХЛ «Кузнецкие медведи». В сезоне 2016/17 провёл 39 матчей в КХЛ за «Металлург». 30 апреля 2017 года продлил контракт с клубом на три года, в июне вместе с другими четырьмя хоккеистами был обменян в «Ак Барс» на 10 000 рублей. Выступал в ВХЛ за «Нефтяник» Альметьевск (2017/18) и «Барс» (2017/18, 2018/19 — 2020/21). В сезоне 2020/21 сыграл 18 матчей за «Ак Барс». 28 июня 2021 года подписал двухлетний контракт с «Ак Барсом», 16 июля был обменян в «Северсталь». 19 октября 2022 года был обменян в «Адмирал». 13 ноября 2023 перешёл в «Нефтяник» Альметьевск. 14 ноября 2024 был обменян в «Югру».
Участник юниорского чемпионата мира 2015 года.